# Zagorje (gmina Krnjak)
Zagorje – wieś w Chorwacji, w żupanii karlowackiej, w gminie Krnjak. W 2011 roku liczyła 83 mieszkańców.